# Яковлев, Павел Лукьянович
Павел Лукьянович Яковлев (1789 или 1796 — 1835) — русский писатель

-беллетрист, журналист, сатирик

 и переводчик; коллежский советник.

## Биография
Родился в Москве, по разным сведениям, в 1789 году или 5 (16) января 1796 года года. Первоначальное образование, законченное слушанием лекции в университете, получил в Москве и там же с 1804 года начал службу в архиве Коллегии иностранных дел. 
В 1813 году перешёл на службу в Московское горное управление, затем в комиссариатское депо, а в 1818 году переехал в Санкт-Петербург и вновь определился в Коллегию иностранных дел. 
В 1820 году Яковлев участвовал в экспедиции русской миссии в Бухару, под начальством А. Ф. Негри; был награждён 3 ноября 1821 года орденом Св. Владимира 4-й степени. В 1822 году перешёл на службу по Министерству юстиции, был советником Нижегородской уголовной палаты; через год вернулся в Москву и вскоре получил назначение ревизовать Вятскую, а затем Саратовскую межевые конторы. 
В 1831 году, по возвращении в Москву, П. Л. Яковлев вышел в отставку, но спустя два года вновь поступил в Правительствующий Сенат — 3-м членом межевой конторы. 
Умер 9 (21) января 1835 года в Москве, достигнув чина коллежского советника.

## Литературная деятельность
Деятельность Павла Лукьяновича Яковлева на литературном поприще началась переводами в Москве. После переезда в Санкт-Петербург он стал сотрудником журнала «Благонамеренный», издававшегося его дядей, A. E. Измайловым. 

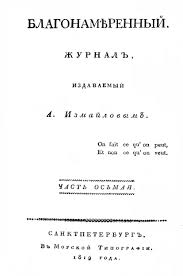
Журнал «Благонамеренный»

По литературным убеждениям Яковлев держался партии своего дяди — редактора журнала «Благонамеренный», но превосходил его своей страстностью в борьбе с ненавистными ему сентиментальными и романтическими направлениями в нашей литературе первой четверти прошлого века. Его бойкие рассказы-фельетоны, затрагивавшие недостатки современного автору нашего столичного и провинциального быта, и в особенности среды литераторов, пользовались некоторым успехом; не оставались незамеченными и его пародии на произведения более известных наших сентиментальных и романтических писателей. 
Наибольшей известностью пользовались его «Рассказы Лужницкого старца», «Чувствительное путешествие по Невскому проспекту», «Ераст Чертополохов» и некоторые другие статьи, печатавшиеся в «Благонамеренном» под псевдонимами: ий, оы, j, Я. П. Л., Илья Остроженский и прочими. 
Кроме журнальных статей, помещённых Яковлевым в «Благонамеренном», «Невском зрителе», «Сыне Отечества», «Вестнике Европы» и в значительной своей части изданных отдельно под общим названием «Записки москвича» (в 3-х книгах), Яковлеву принадлежит роман «Удивительный человек» (изданный в 1831 году), не имевший значительного успеха. 
Помимо сотрудничества в периодических печатных изданиях в 1826 и 1827 годах он выступал (вместе с А. Е. Измайловым) в качестве издателя альманаха «Календарь Муз». Талант Яковлева был оценён не всеми, некоторые называли его посредственным сатириком-юмористом, «птенцом из гнезда российского Теньера № 1-й».
Кроме указанных выше печатных трудов Яковлева, ему принадлежат ещё следующие переводы и сочинения: «Картина народов, населяющих Европу, и религий, исповедуемых ими» (перевод с немецкого, сочинения Ф. Шелля. — М., 1811); «Отчаяние любви» (перевод с французского, труда барона Бильдербека. — М., 1811), «Жизнь принцессы Анны, правительницы России» (М., 1814) и «Журналист», комедия в одном действии (Москва, 1819).